# West-Pruisisch voetbalkampioenschap 1908/09
In 1908/09 werd het tweede West-Pruisische voetbalkampioenschap gespeeld, dat georganiseerd werd door de Baltische voetbalbond. De competitie was onderverdeeld in het Bezirk Danzig-Stolp en Bezirk Elbing-Marienwerder. BuEV Danzig en Elbinger SV 05 werden kampioen en streden in de Baltische eindronde om de West-Pruisische titel. BuEV won en speelde de Baltische finale tegen de Oost-Pruisische kampioen, VfB Königsberg. Net als vorig jaar verloren ze, al was het nu slechts 1-0. 

## Bezirk Danzig/Stolp
| Plaats | Club                       | Wed. | W | G | V | Saldo | Ptn. |
| ------ | -------------------------- | ---- | - | - | - | ----- | ---- |
| 1.     | BuEV 1903 Danzig           | 2    | 1 | 0 | 1 | 10:0  | 2    |
| 2.     | Fußtourenclub Pfeil Danzig | 2    | 1 | 0 | 1 | 7:12  | 2    |
| 3.     | BuEV 1903 Danzig II        | 2    | 1 | 0 | 1 | 2:7   | 2    |

|  | Kampioen, geplaatst voor Baltische eindronde |
|  | Degradatie                                   |

## Bezirk Elbing-Marienwerder
Elbinger FC 1905 fuseerde met SC Preußen Elbing tot Elbinger SV 05. 
|  |                |        |                 |  |
|  | Elbinger SV 05 | 12 - 1 | SV Marienwerder |  |
|  |                |        |                 |  |